# August Wittig
Pour les articles homonymes, voir Wittig.

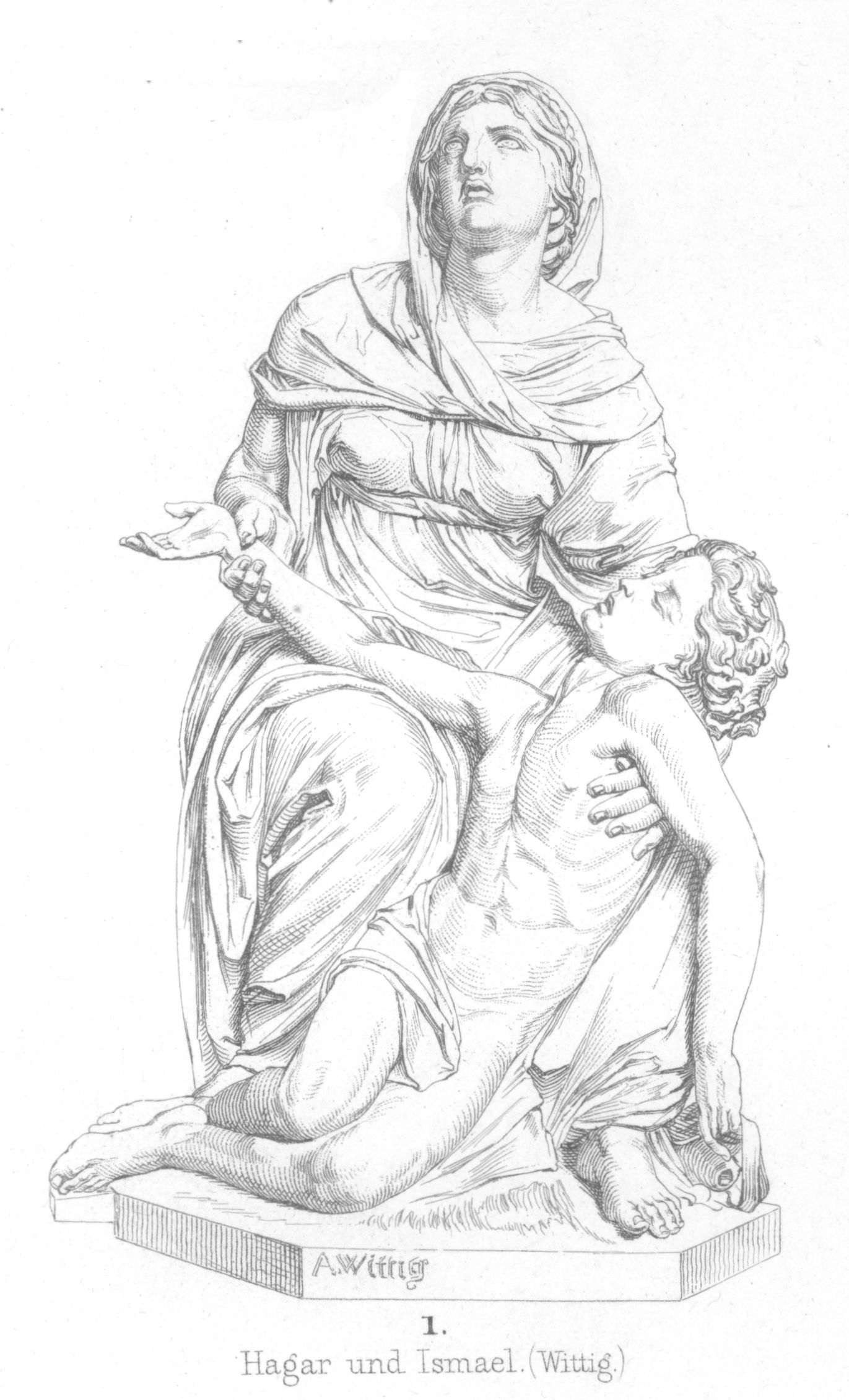
Hagar et Ismaël

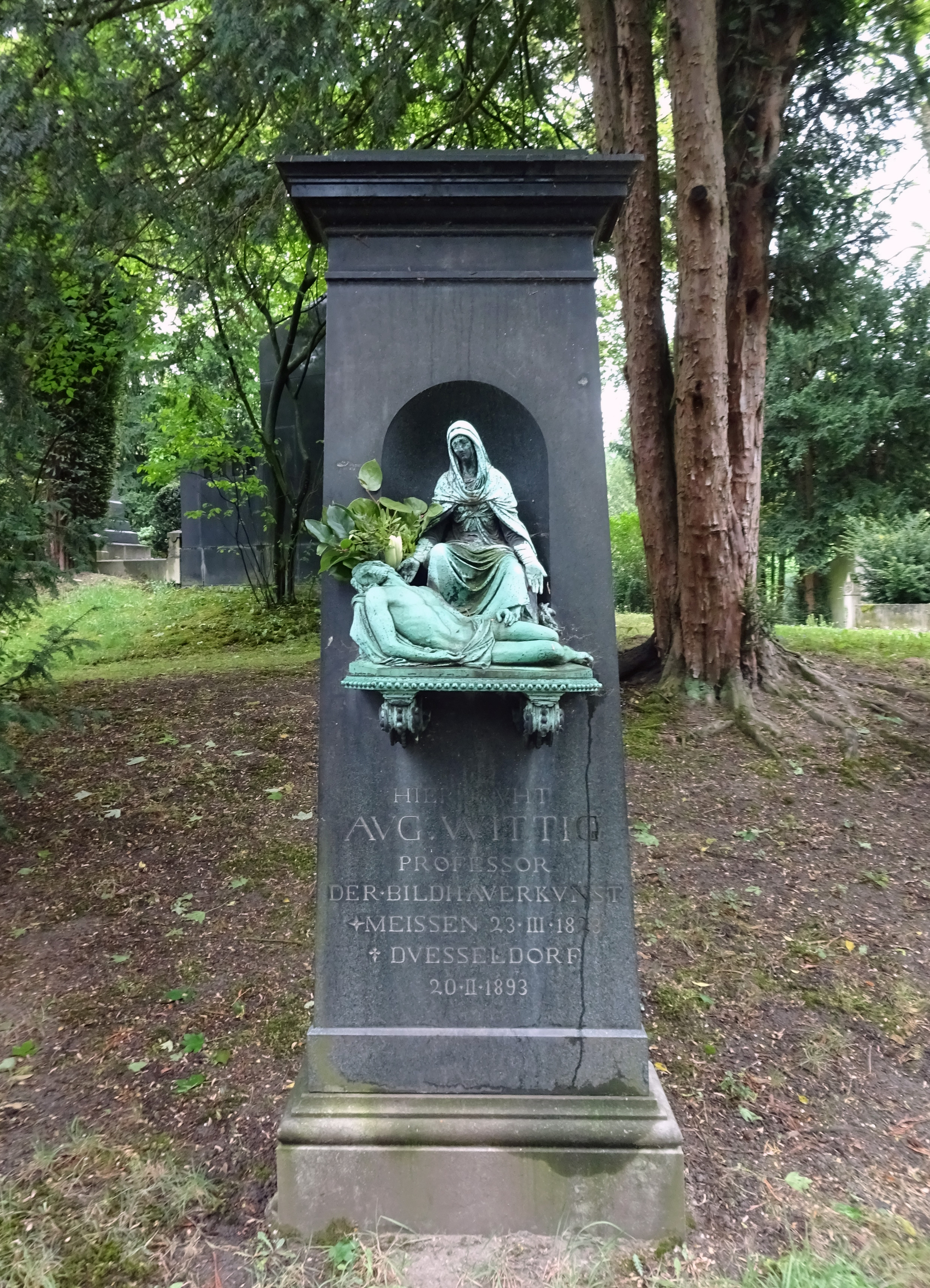
Sépulture de Wittig avec une Pietà.

Friedrich August Wittig, né le 23 mars 1823 à Meißen et mort le 20 février 1893 à Düsseldorf, est un sculpteur saxon.

## Biographie
Wittig entre en 1843 à la Kunstakademie de Dresde où il est disciple d'Ernst Rietschel. Il travaille quelque temps à Munich où il fait des esquisses et le travail préparatoire du groupe sculpté Les Adieux de Siegfried à Kriemhild, qu'il termine à Dresde. Le roi de Saxe Frédéric-Auguste II était si enthousiaste à son sujet qu'il accorda à l'étudiant sculpteur une bourse généreuse. Wittig put ainsi entreprendre un voyage d'étude en Italie au printemps 1849, qui le conduisit par Florence (1849) à Rome (1850), où il demeura jusqu'en 1863. 
Il fut nommé ensuite professeur de sculpture à l'Académie des beaux-arts de Düsseldorf et rentra en Allemagne à l'été 1863 pour prendre son poste en 1864. Il ouvrit aussi son propre atelier avec des disciples.
En 1865, il reprit la commande d'exécuter son groupe Hagar et Ismaël en marbre pour la Alte Nationalgalerie de Berlin. Il termina ce travail en 1871 et fut nommé membre honoraire de l'Académie de Carrare. Wittig a vécu ses dernières années dans la maison de Sophie Hasenclever à la Goltsteinstraße au n° 25,.
Il meurt à l'âge de 70 ans et il est enterré au cimetière du Nord de Düsseldorf.

## Quelques œuvres
- 1846 ronde-bosse Hylas et les Nymphes – collection de sculptures de Dresde
- vers 1846 bronze Les Adieux de Siegfried à Kriemhild – collection de sculptures de Dresde
- 1849-1850 groupe de marbre Caritas – Musée de Meißen
- 1854-1874 marbre Hagar et Ismaël, 1854 en tant que modèle de plâtre, 1874 sculpté en marbre − Alte Nationalgalerie de Berlin
- 1860 ronde-bosse Loreley − Musée de Meißen
- vers 1866 bas-relief de marbre Mise au tombeau du Christ, pour l'autel de l'église du château de Dönhoffstädt, en province de Prusse-Orientale, château des Dönhoff (détruit à la fin de la guerre);
- 1870-1880 il participe à la réalisation de l'ensemble La Guerre à Berlin: quatre groupes sculptés en grès au Tiergarten. August Wittig est chargé de sculpter L'Adieu du compatriote.
- 1870-1880 il participe à la réalisation de l'ensembme Les Quatre Fleuves allemands: quatre groupes sculptés en grès au Tiergarten sur la Großfürstenplatz / John-Foster-Dulles-Allee. August Wittig est chargé de sculpter La Vistule.
- 1869 Monument de Schadow à Düsseldorf, buste de Wilhelm von Schadow (fils de Johann Gottfried Schadow, directeur de l'académie des beaux-arts de Düsseldorf) pour la Schadowplatz de Düsseldorf
- 1875 buste de Peter von Cornelius − Alte Nationalgalerie de Berlin
- 1892 bronze Pietà − sur sa tombe au cimetière du Nord de Düsseldorf, section 72

## Élèves
Il a eu comme élèves entre autres : Paul Disselhoff (de), Franz Dorrenbach (1870-1943), Adalbert Hertel (de), Hermann Hidding (de), Karl Hilgers (de), Heinz Hoffmeister (de), Karl Janssen, Leo Müsch (de), Karl Hubert Maria Müller (de) (1844-1909), Heinrich Stockmann (1859-1906), Franz Stracké (1849-1919), Josef Tüshaus et Alexander Zick.